# Gardineria barbadensis
Espèce
Gardineria barbadensis est une espèce de coraux appartenant à la famille des Gardineriidae.